# Più insieme/Chi più chi meno
Più insieme/Chi più chi meno è un singolo di Renato Zero pubblicato nel 1991 da RCA Italiana in formato 7" e CD, estratto dall'album La coscienza di Zero.

## Il disco
Il singolo contiene il brano Più insieme estratto dall'album ed una versione studio (inedita) del brano Chi più chi meno, pubblicata, fino ad allora, solo nella versione live dell'album Icaro (1981).

## Tracce
1. Più insieme - 5 min 26 s
2. Chi più chi meno (versione studio inedita) - 5 min 24 s